# Quattro bastardi per un posto all'inferno
Quattro bastardi per un posto all'inferno (Shark!) è un film del 1969 diretto da Samuel Fuller, tratto dal romanzo His Bones are Coral di Victor Canning.

## Trama
Caine, un avventuriero statunitense che si occupa del contrabbando di armi nel Sudan, per una disavventura capitatagli a Suabar e mentre attende l'occasione favorevole per trasferirsi a Port Sudan, accetta il posto di macchinista sull'Anna, un battello di proprietà del prof. 
Dan Mallare e della signorina Anna. Sin dalla prima immersione del sedicente etiologo, Caine si 
rende conto che le ricerche non riguardano la scienza. Approfittando di una ferita dello stesso e scendendo a sua volta nel fondo marino, l'americano scopre il relitto del Victoria; inoltre, interrogando il medico ubriacone, detto Doc, viene a sapere del carico d'oro contenutovi. Facendo violenza a Mallor lo costringe ad assumerlo come socio e con lui trasborda sull'Anna una cassa di lingotti d'oro. Ma la signorina e l'ispettore Barok, dopo aver provocata la morte del professore, cercano di eliminarlo. Caine uccide l'indegno poliziotto ma si trova costretto a lasciare Anna con il tesoro, non prima, tuttavia di aver procurato una falla all'imbarcazione della donna. Di ritorno a Subar, si prende cura del piccolo arabo che ha chiamato Cicca e che lo ha ripetutamente aiutato.

## Produzione
Il film ebbe una produzione assai travagliata: inizialmente venne diretto da Samuel Fuller, di cui, infatti, si riconoscono, per la bravura registica e per la scioltezza nel dirigere scene alquanto complicate (come l'attacco di uno squalo ad un sommozzatore nell'inizio), buona parte delle sequenze narrative; verso la fine della pellicola, tuttavia, per disguidi e litigi sul set, Fuller, oramai stanco e amareggiato, abbandonò il set: è tuttora ignoto chi abbia finito il film dirigendo le ultime sequenze.
Il film inizialmente doveva essere intitolato Caine; poi venne rinominanto in Shark!. Uscì nel 1967, mentre in Italia venne distribuito soltanto nel 1973.